# 宗教史
宗教史（英語：history of religion）是指對人類宗教經驗和思想的文字記錄。宗教的歷史時期約在5,200年前（公元前3,200年）與文字的發明一同開始。史前的宗教涉及文字記載出現之前的宗教信仰研究。
今天西方意義下的“宗教”（英語：religion）一詞，在西方之外的非歐洲語言中沒有明顯的前殖民詞彙可以對應。 人類學家丹尼爾·杜比森寫道：“西方和宗教史後來在『宗教』這一概念的客觀化是非常獨特的，它可能只合適於自己和自己的歷史。” 其他文化在宗教範疇互動的歷史，因此是他們與這個在基督教文化影響下的歐洲才首次發展出的觀念的互動。

## 宗教的起源

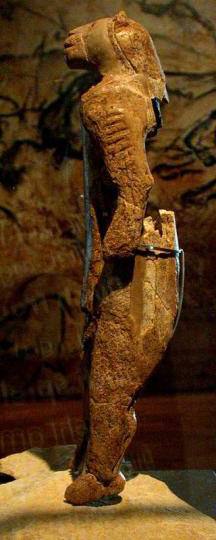
史前獅子人雕像（約3萬年前）

宗教思想的最早證據可追溯到數十萬年前舊石器時代中期和晚期。考古學家提到早在三十萬年前，早期智人的埋葬行為就是宗教觀念的證據。其他證據包括來自非洲舊石器時代中期遺址的象徵性文物。然而，對於早期的舊石器時代文物與宗教觀念之間的解釋，仍然存在爭議。
年代較近的考古學證據爭議較少，舊石器時代晚期的一些文物（公元前50,000－13,000年）通常被科學家認為可以代表宗教觀念。舊石器時代晚期與宗教信仰有關的例子包括史前獅子人雕像、維倫多爾夫的維納斯、肖維岩洞的洞穴壁畫以及索米爾地區精心設計的儀式埋葬。
古埃及的金字塔文是世界上最古老的宗教經典之一，約在公元前2400－2300年。文字在維護有組織的宗教方面發揮了重要作用，無論時間還是地點都規範了宗教概念。

## 宗教的發展

### 軸心時代
德國哲學家卡爾·雅斯佩斯將人類歷史的公元前900年至前200年這段時期稱為為「軸心時代」。對於這個歷史時代，雅斯佩斯說:“人類的精神基礎同時且獨立地奠定...並且這些仍然是今天人類存在的基礎。”知識史學家彼得·沃森（Peter Watson）將這個時期概括為許多人類最具影響力的哲學傳統的基礎，包括波斯和迦南的一神論、希臘的柏拉圖主義、印度的耆那教和佛教，以及中國的儒家和道教。
印度耆那教的歷史根源可追溯到公元前9世紀，隨著巴濕伐那陀和他的非暴力哲學的興起。

### 中世紀
當代世界主要宗教開始在歐亞大陸建立起來，包括：西方世界的基督教化；佛教向東亞的宣教與在印度次大陸的衰落；以及伊斯蘭教在整個中東、中亞、印度、北非和部分歐洲的傳播。
整個中世紀發生多次不同宗教間的衝突。伊斯蘭征服波斯期間，穆斯林與瑣羅亞斯德教信徒有衝突。阿拉伯－拜占庭戰爭、十字軍東征、收復失地運動、拜占庭－奧斯曼戰爭期間，基督徒與穆斯林衝突；薩滿在蒙古征戰期間，和佛教徒、道教徒、穆斯林和基督徒有衝突；穆斯林征服印度次大陸期間與印度教徒和錫克教徒衝突。
許多中世紀宗教運動強調神秘主義，如基督教的卡特里派和相關運動、西班牙的猶太教神秘主義（卡巴拉），印度教的虔敬派運動和伊斯蘭教的蘇菲主義。一神論在基督教基督論和伊斯蘭教認主學中形成明確的形式。印度教的不二論也在阿迪·商羯羅的教導下同樣達到古典形式。

### 現代

世界主要宗教分布图

15世紀印刷術的發明，在馬丁·路德和約翰·加爾文等宗教改革思想的快速傳播上發揮重要作用。之後新教與舊教的衝突演變為1618至1648年歐洲的三十年戰爭。15至19世紀，由於歐洲人的地理大發現、殖民主義以及新、舊教衝突的白熱化，使得基督教向撒哈拉以南非洲、美洲、遠東和澳大利亞擴散。18世紀，尤其是法國大革命之後，歐洲逐漸走向世俗化。一直到20世紀末，歐洲大部份地區的宗教信仰都在下降。
20世紀，共產主義在東歐和中國的政權是反宗教的。 20世紀也有一波新興宗教運動，融合許多不同的既有宗教元素。然而在公元2000年，全球信奉新興宗教的人口還是有限(<2%)。 古典世界宗教的信徒佔世界人口的75％以上，而土著部落宗教則下降到4％。截至2005年，世界人口估計有14％屬於無宗教。

## 主要宗教歷史
- 猶太教-犹太人历史
- 伊斯蘭教-伊斯蘭教歷史
- 基督教-基督教歷史
- 印度教-印度教歷史
- 中國宗教史
- 佛教-佛教歷史
- 道教-道教歷史
- 民間宗教
- 薩滿信仰
- 無宗教